# Amphixystis cymataula
Amphixystis cymataula är en fjärilsart som beskrevs av Edward Meyrick 1926. Amphixystis cymataula ingår i släktet Amphixystis och familjen äkta malar.
Artens utbredningsområde är Zimbabwe. Inga underarter finns listade i Catalogue of Life.